# Microsoft Store
Der Microsoft Store (bis Oktober 2017 Windows Store; von englisch store ‚Geschäft‘) ist ein App Store vom Softwarehersteller Microsoft für Computerprogramme, die auf Microsoft Windows ab Version 8, Windows RT, Microsoft Windows 11 oder der Xbox One laufen.

## Prinzip

### Benutzersicht
Der Benutzer kann aus einer Sammlung von Windows-Apps wählen und diese je nach Angebot entweder kostenlos oder gegen ein Entgelt erwerben. Er erhält dabei eine Lizenz, mit der er die Anwendung nach dem Herunterladen auf bis zu 81 Geräten installieren kann.

### Entwicklersicht
Hersteller können neue Apps zunächst mittels einer eigens für diesen Zweck vorgesehenen Entwicklerlizenz entwickeln und testen. Hält der Hersteller das Programm für reif für die Vermarktung, kann er es zur Zertifizierung an Microsoft übermitteln. Microsoft prüft jede App. Werden die Anforderungen erfüllt, wird die App von Microsoft über den Windows Store online zur Verfügung gestellt. Ob die App kostenlos oder gegen eine Gebühr bereitgestellt wird, liegt dabei im Ermessen des Herstellers.

## Zugriff
Der Windows Store wurde mit dem Erscheinen von Windows 8 zur Verfügung gestellt und wird nicht für ältere Betriebssysteme angeboten. Er wird unabhängig vom verwendeten Gerät direkt über ein in das Betriebssystem integriertes Programm aufgerufen und bietet dem Benutzer in der Vorschau eine Auswahl von Anwendungen. Die Platzierung von Apps in dieser Liste erfolgt dabei nicht gegen Gebühr, sondern stellt eine von Microsoft selbst kuratierte Übersicht dar. Mittels Kategorien, darunter Spiele, Unterhaltung, Bilder, Musik und Videos, kann diese weiter eingegrenzt werden. Über eine Suchmaske kann man nach bestimmten Apps suchen.

## Preismodell
Anwendungen können entweder kostenlos oder ab 0,99 US-Dollar angeboten werden. Althergebrachte Windows-Desktop-Anwendungen, die über den Windows Store angeboten werden, waren ursprünglich von einer Gebührenabgabe grundsätzlich ausgeschlossen. Im Zuge von Windows 10 entwickelte Microsoft ab 2016 die Windows Desktop Bridge, welche es Entwicklern ermöglicht, traditionelle Windows-Anwendungen (Windows Forms-Anwendungen, traditionelle Setup.exe und MSI Installationsdateien) im Windows 10 Store bereitzustellen. Am 15. September 2016 veröffentlichte Microsoft die ersten traditionellen Desktop-Anwendungen im Windows 10 Store. Diese unterliegen dabei grundsätzlich den gleichen Konditionen wie native UWP-Windows-Store Apps, d. h. der Entwickler kann das Preismodell selbständig frei im Rahmen vorgegebener Preisstufen wählen und ändern.

## Angebot
Im November 2012 waren knapp 20.000 Apps im Windows Store verfügbar, davon wurden etwa 18.000 Programme kostenlos angeboten. Im September 2015 waren es rund 670.000. Über den Windows Store werden zwei Arten von Windows-Software zur Verfügung gestellt: Windows-Desktop-Anwendungen (englisch legacy Windows applications) und Modern-UI-Apps. Nach Angaben von Microsoft wird der Windows Store die einzige Möglichkeit bleiben, um Apps zu erwerben, die speziell für Windows Modern-UI entwickelt wurden. Dies geschieht laut Microsoft aus Konsistenz-, Verlässlichkeits- und Sicherheitsgründen. Daneben sind auch Filme, Musik, Computerspiele, Anwendungssoftware und Hardware verfügbar.
Vor der Auslieferung von Windows 8 hatte Microsoft im Oktober 2012 erklärt, dass keine Apps für den Windows Store zugelassen werden sollen, die sich ausschließlich an Erwachsene richten. Diese Beschränkung betraf pornografische Inhalte und Spiele ohne Jugendfreigabe wie etwa Skyrim. Noch im Oktober und damit vor der Veröffentlichung von Windows 8 wurde diese Beschränkung aufgehoben.
Nach Microsoft-Angaben waren im September 2015 669.000 Apps für Microsoft Windows Phones, Tablets und PCs verfügbar.
Im April 2019 kündigte Microsoft an, alle E-Books aus dem Microsoft Store zu entfernen. Kunden, die E-Books im Microsoft-Store gekauft hatten, erhalten ihr Geld zurück.